# Mappia angustifolia
Mappia angustifolia är en tvåhjärtbladig växtart som beskrevs av August Heinrich Rudolf Grisebach. Mappia angustifolia ingår i släktet Mappia och familjen Icacinaceae. Inga underarter finns listade i Catalogue of Life.